# Cafe Au Go Go

Ein Programmplakat des Cafe Au Go Go’s aus den 70er Jahren

Das Cafe Au Go Go war ein Nachtclub in Greenwich Village, New York im Kellergeschoss der 152 Bleecker Street unterhalb des Garrick Theaters.

## Geschichte
Im Jahre 1964 wurde dort der amerikanische Komiker Lenny Bruce zusammen mit dem Inhaber Howard Solomon wegen Obszönitäten verhaftet. Im selben Jahr brachte Solomon eine Gruppe von Musikern und Sängern von einer Off-Broadway Show dorthin und taufte sie die Cafe Au Go Go Singers. Diese waren als Konkurrenz gegen die Bitter End Singers des gleichnamigen Cafés in derselben Straße gedacht. Solomon managte die Gruppe bis zu ihrem Ende im Jahre 1965. Die Au Go Go Singers setzten sich aus Kathy King (Tourte später mit Bobby Vinton), Jean Gurney, Michael Scott (späterer Bassist der Highwaymen), Rick (Frederic) Geiger (Trat später in der Light Opera auf), Roy Michaels (Wurde Mitglied von Cat Mother und tourte u. a. mit Jimi Hendrix), Stephen Stills und Richie Furay. Zwei weitere Mitglieder, Nels Gustafson und Bob Harmelink zogen sich nach dem Auflösen der Gruppe aus der Branche zurück.
Außerdem entstand dort die Folk-Rock-Gruppe „The Company“, die sich aus verbliebenen Mitgliedern der Cafe Au Go Go Singers zusammensetzte. Als die Rollins And Joffee Talent Agency die Band auf Tour schickte, machte Stephen Stills Bekanntschaft mit Neil Young. Er, Young und Richie Furay, ein weiteres Au-Go-Go-Mitglied, würden später zusammen mit Bassist Bruce Palmer und Schlagzeuger Dewey Martin die bekannte Rockgruppe Buffalo Springfield gründen.
Im Jahr 1966 spielte Bruce Springsteen seinen ersten New York Gig im 2. Stock des Cafés. Außerdem soll dort die Band Grateful Dead das erste Mal zusammengekommen sein. Jede Woche gab zudem Richie Havens ein Konzert im Cafe Au Go Go. Bevor in den nächsten Jahren des Öfteren größere Rockbands sich im Cafe die Ehre gaben, traten hauptsächlich bekanntere Jazzkünstler (Bill Evans, Stan Getz etc.), Comedians und Folksänger auf.
Als das Cafe Au Go Go endgültig seine Pforten schloss, trat u. a. Stephen Stills zur Abschlussfeier auf.
Koordinaten: 40° 43′ 42,1″ N, 73° 59′ 58,3″ W